# Скуош
Скуошът (на английски: squash, мачкам) е вид спортна игра на закрито, с ракета и мека топка. Играе се от двама играчи, или четирима по двойки.

## Правила
Играе се в затворен корт, в който се използват не само страничните четири стени, но и подът. Участниците може да са двама, може да се играе и по двойки. Целта е топката да се прати към предната стена – директно или чрез рикошет в останалите стени – странични и задна. След отскачането ѝ от предната повърхност играчите имат право да ударят топката, преди тя да е тупнала, или най-много след едно докосване на пода. Разиграването продължава, докато някой сбърка или докато съдията не отсъди препречване – в скуош състезателите са длъжни, след като отиграят топката, веднага да се дръпнат и да оставят максимално място за удар на съперника, в противен случай им се отсъжда грешка. Добро отиграване на топката има, когато:
1. Преди да е отскочила втори път от пода, топката бъде пратена към предната стена, и то над „дъската“.
2. При движението си към предната стена топката не трябва да докосва пода или която и да е част от тялото или дрехите на играещия с нея.
3. Топката е ударена само веднъж.
4. Топката остане в очертанията на игрището след отскачането ѝ от предната стена.
5. За разлика от тениса удар на чертата се смята за вън.

Всеки мач има позволено време за загравяне на топката. Това се постига с чести силни удари. Стандартно състезанията се провеждат с топки с две жълти точки.

## Игрището
Стените на игрището трябва да са бели или много светли. Само задната е от плексиглас, за да може да наблюдава публиката. Размерите са стандартни, линиите са червени, широки по 5 см. Особеност е т. нар. тин на предната стена. Това е ивица от шперплат или с метална обковка, висока 48 см и минаваща напряко през стената. Тинът завършва в горната си част с дървена летва, боядисана в червено и известна като „дъската“. Именно над нея трябва да са всички удари в скуоша. На предната стена има и още една ограничителна линия. Тя се нарича кат и е на височина 1,83 м. Задължително е при сервис топката да попадне над кат-линията – удар под или точно върху нея се счита за грешка.
Има и още условия за правилен начален удар. Първото е играчът да е стъпил в зоната за сервис и да прати топката, след отскачането над кат-линията, в зоната на посрещача, определена между шортлинията и халфлинията. При това посрещачът има право да я отиграе, преди да е тупнала на пода. Второто условие е при сервис топката да не докосва пода, преди да се е ударила в предната стена, над кат-линията. След изпълнение на сервис, примерно отдясно, следващият трябва задължително да е отляво. Ако обаче играчът, който не бие сервис спечели точка, има право на избор на поле т.е. има право да остане отдясно (за повечето играчи то е по-удобно).

## Отчитане на точките
Един мач се състои най-много от 5 гейма. Има две системи за отчитане на резултата – английска и американска. Според английската се играе до 9 точки и играч отбелязва точка само ако е сервирал разиграването. Според американската система се играе до 15 точки като всяка грешка е точка. Ако се достигне до резултат 8:8 (съответно, 14:14), посрещачът в този момент може да избере един от двата варианта – до 9 (15) или до 10 (17). В първия случай се играе само до още една точка и който я спечели, печели и гейма. При втория вариант се играе до 2 (3) точки.

## Тактики
За разлика от другите спортове с ракета (тенис, пинг-понг, бадминтон), в скуоша противниците делят едно и също игрово поле. Това до голяма степен определя тактическата цел за контрол върху центъра на полето. Центърът е, където се пресичат централната линия и линията, която разделя външната половина. Двете линии образуват буквата „Т“.